# Tina Cesa Ward
Pour les articles homonymes, voir Cesa et Ward.
Tina Cesa Ward, née à Cleveland en Ohio, est une réalisatrice, productrice, scénariste, monteuse et directrice de la photographie américaine.

## Biographie
En mars 2016, Tina Cesa Ward est élue présidente de l'International Academy of Web Television (en).
Tina est également auteure d'une série de 30 bandes dessinées, Delegates,.

## Filmographie

### Comme réalisatrice
- 2002 : Thank the War (court métrage)
- 2004 : In Their Absence (court métrage)
- 2007 : Red Molly
- 2011 : Bestsellers (série télévisée) (8 épisodes)
- 2011 : Good People in Love (mini-série) (5 épisodes)
- 2013-2014 : Producing Juliet (série télévisée) (7 épisodes)
- 2014 : We Like to Watch with Ari & Tamara (série télévisée) (3 épisodes)
- 2008-2015 : Anyone But Me (série télévisée) (36 épisodes)
- 2018 : The International Academy of Web Television Awards (téléfilm)
- 2019 : Anyone But Me 10 Year Anniversary Special (téléfilm)

### Comme scénariste
- 2002 : Thank the War (court métrage)
- 2004 : In Their Absence (court métrage)
- 2007 : Red Molly
- 2011 : Good People in Love (mini-série) (5 épisodes)
- 2013-2014 : Producing Juliet (série télévisée) (7 épisodes)
- 2014 : We Like to Watch with Ari & Tamara (série télévisée) (3 épisodes)
- 2015 : The 4th Annual International Academy of Web Television Awards (émission de télévision)
- 2008-2015 : Anyone But Me (série télévisée) (24 épisodes)

### Comme productrice ou productrice exécutive
- 2002 : Thank the War (court métrage)
- 2004 : In Their Absence (court métrage)
- 2007 : Red Molly
- 2011 : Good People in Love (mini-série) (5 épisodes)
- 2013-2014 : Producing Juliet (série télévisée) (7 épisodes)
- 2014 : We Like to Watch with Ari & Tamara (série télévisée) (3 épisodes)
- 2008-2015 : Anyone But Me (série télévisée) (36 épisodes)
- 2018 : The International Academy of Web Television Awards (téléfilm)
- 2019 : Anyone But Me 10 Year Anniversary Special (téléfilm)

### Comme monteuse
- 2002 : Thank the War (court métrage)
- 2004 : In Their Absence (court métrage)
- 2007 : Red Molly
- 2011 : Bestsellers (série télévisée) (8 épisodes)
- 2011 : Good People in Love (mini-série) (5 épisodes)
- 2013-2014 : Producing Juliet (série télévisée) (7 épisodes)
- 2014 : We Like to Watch with Ari & Tamara (série télévisée) (3 épisodes)
- 2008-2015 : Anyone But Me (série télévisée) (31 épisodes)
- 2019 : Anyone But Me 10 Year Anniversary Special (téléfilm)

### Comme directrice de la photographie
- 2002 : Thank the War (court métrage)

## Bande dessinée
- 2018 : Delegates